# Бабаківка (зупинний пункт)
Бабакі́вка — пасажирський залізничний зупинний пункт Конотопської дирекції Південно-Західної залізниці на лінії Ворожба — Конотоп.
Розташований у селі Бабаківка Білопільського району Сумської області між станціями Ворожба (7 км) та Кошари (3 км).
На платформі зупиняються приміські електропоїзди.